# الدخلة (المخادر)

تعديل مصدري - تعديل

الدخلة هي إحدى قرى عزلة بني سرحة بمديرية المخادر التابعة لمحافظة إب، بلغ تعداد سكانها 653 نسمة حسب تعداد اليمن لعام 2004.